# Partito Comunista dell'Ecuador
Il Partito Comunista dell'Ecuador (in spagnolo Partido Comunista del Ecuador) è un partito politico ecuadoregno. È stato fondato nel 1925 come Partito Socialista. Il partito pubblica il giornale El Pueblo (Il Popolo), l'attuale segretario generale è Winston Alarcón e l'ala giovanile è la Gioventù Comunista dell'Ecuador (JCE).
Dopo la sua fondazione il PCE ha assunto grande importanza; nel 1944 ha vinto 15 degli 85 seggi nell'Assemblea nazionale e uno dei suoi membri è stato nominato ministro dell'educazione. La prima ministro senza portafoglio femminile Nela Martínez era una militante del Partito Comunista. Nel 1946 il governo ecuadoregno ha reso fuorilegge il Partito Comunista e ha incarcerato molti dei suoi membri. Il Partito è stato di nuovo legalizzato durante il mandato del presidente Galo Plaza, ma è stato di nuovo reso illegale quando la giunta militare ha preso il potere nel 1963.
Nel 1964 il Partito ha subito una grande scissione. La minoranza filo-cinese ha costituito il Partito Comunista Marxista-Leninista dell'Ecuador (PCMLE) che ha assunto una posizione filo-albanese in seguito e tuttora mantiene una linea hoxhaista.
Nella metà degli anni sessanta il Dipartimento di Stato degli Stati Uniti d'America ha stimato in 2.500 i membri del Partito.
In seguito il PCE è stato ri-legalizzato, il partito raggiunse un numero di 5.000 iscritti nel 1988. Il PCE ha partecipato alle elezioni presidenziali e congressuali come parte della Coalizione del Fronte Ampio di Sinistra (Frente Amplio de Izquierda, FADI), che ha acquisito 13 seggi nel congresso nel 1986.
La principale forza del Partito sta nella sua opera di sindacato. Il Partito ha una posizione di predominanza nella Confederazione degli Operai Ecuadoregni  (Confederación de Trabajadores del Ecuador, CTE). Il Partito Comunista è membro della coalizione attualmente al potere guidata dalla Alianza País.
Il Partito Comunista Ecuadoriano è nato sempre da una scissione dal Partito Comunista dell'Ecuador.